# Onze-Lieve-Vrouw Visitatiekerk (Micheroux)

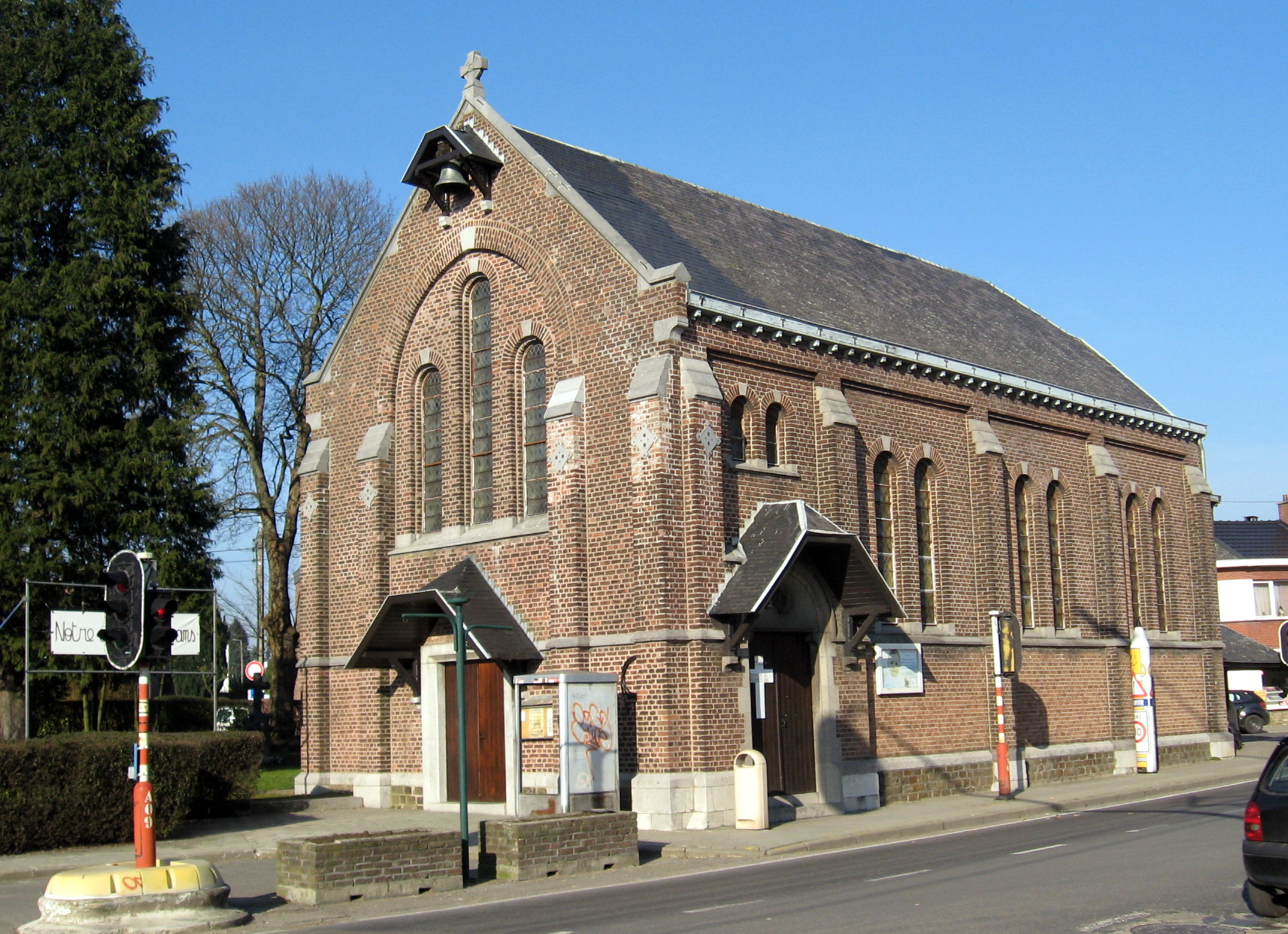
Onze-Lieve-Vrouw Visitatiekerk

De Onze-Lieve-Vrouw Visitatiekerk is de parochiekerk van de tot de Belgische gemeente Soumagne behorende plaats Micheroux, gelegen aan de Rue de la Chapelle.
In 1850 was er al een kapel. In 1910 werd een parochiekerk gebouwd die door de Duitse bezetter in 1914 in brand werd gestoken. In 1921 werd een nieuwe kerk gebouwd, een eenvoudig eenbeukig bakstenen gebouw zonder toren in historiserende stijl.